# Cobboldia loxodontis
Cobboldia loxodontis är en tvåvingeart som beskrevs av Brauer 1896. Cobboldia loxodontis ingår i släktet Cobboldia och familjen styngflugor. Inga underarter finns listade i Catalogue of Life.